# Arno Hais
Arno Hais (30. listopadu 1893 Rottenstein, Dolní Rakousy – 16. června 1971, Vídeň) byl československý politik.

## Život a politika
Narodil se v rodině sociálně demokratického politika Josefa Haise. Vyučil se typografem v Praze a od roku 1913 pracoval v Kyjevě jako novinář v časopise Čechoslovan. Po vypuknutí první světové války byl internován, později působil jako organizátor sociálně demokratické strany mezi českými a slovenskými zajatci v Rusku. V zimě 1918 se přiklonil na stranu bolševiků a začal provádět komunistickou agitaci v československém legionářském vojsku v Rusku. Mimo jiné se podílel na založení Československé komunistické strany na Rusi.
Po návratu do Československa byl jedním z předních představitelů marxistické levice v sociální demokracii. Spoluzakládal Komunistickou stranu Československa, ale pro svůj protigottwaldovský postoj byl z KSČ roku 1929 vyloučen. Během let 1923–1929 se také podílel na činnosti Mezinárodního všeodborového svazu (tzv. Rudých odborů). Od roku 1930 se opět angažoval v sociální demokracii.
Když bylo v roce 1939 Československo okupováno, byl jmenován do vedení zglajchšaltovaných odborů – Národní odborové ústředny zaměstnanecké (NOÚZ). Působil zde jako první náměstek generálního tajemníka, organizační tajemník a zástupce předsedy NOÚZ. Zároveň udržoval kontakty s představiteli odbojové organizace Petiční výbor Věrni zůstaneme.
Po atentátu na zastupujícího říšského protektora Heydricha se účastnil manifestace na Staroměstském náměstí v Praze 2. června 1942. Při této „manifestaci českého lidu pro Říši“ měl proslov, ve kterém odsoudil atentát na Heydricha a prohlásil „... Kde hledat organisátory tohoto hanebného činu, než ... v plutokraticko-židovské Anglii, která si vydržuje četné emigrantské „vlády“...“. Podle jeho poválečného vyjádření mu bylo vystoupení na manifestaci nařízeno nacistickými představiteli a text projevu mu byl nadiktován. Obdobně vystoupil na manifestaci v Plzni 16. června 1942, kde doslova řekl, že „... trest, který postihl vesnici Lidice u Kladna byl přísný, ale nikoliv nespravedlivý...“
Hais v té době ale stále spolupracoval s odbojovou organizací Petiční výbor Věrni zůstaneme, o několik měsíců později byl zatčen gestapem a do konce války vězněn.
Po skončení války pracoval jako přednosta tiskového odboru ministerstva výživy. V březnu 1948 odešel do exilu a následně žil v Paříži, Londýně či v Kanadě, kde pracoval jako sazeč. Zemřel ve svém rodném Rakousku dne 16. června 1971.